# The Thing (atração de beira de estrada)

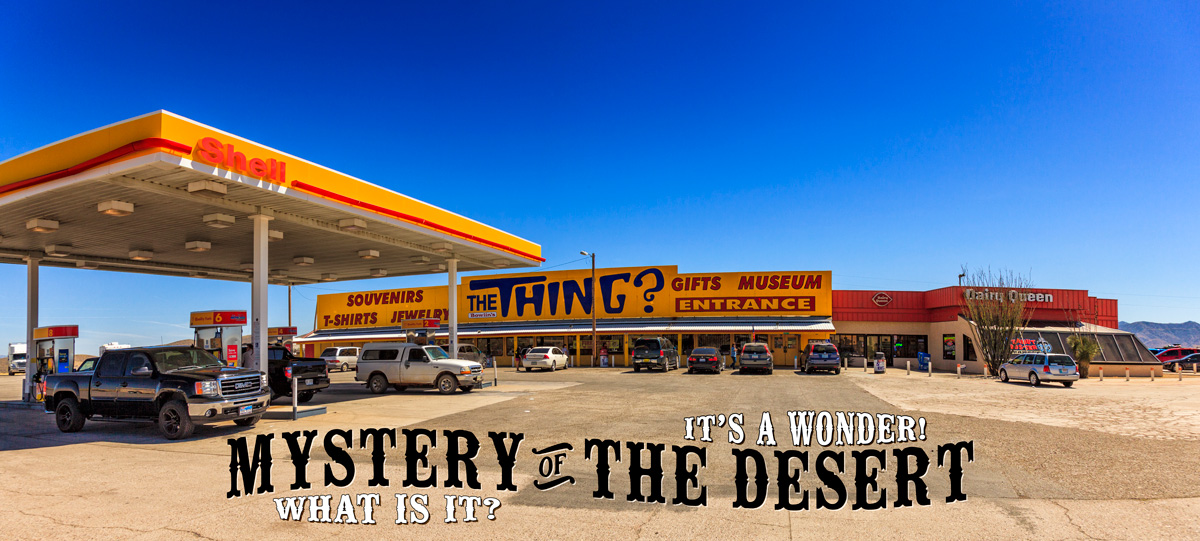
A frente do local onde está o "The Thing"

The Thing (ou em português: A Coisa) é uma atração de beira de estrada do Arizona amplamente anunciada por placas ao longo da Interstate 10 entre El Paso, Texas, e Tucson, Arizona. Acredita-se que o objeto, supostamente uma mãe e o filho mumificados, tenha sido feito pelo criador da exposição, Homer Tate, para shows paralelos.
The Thing foi comprada pelo ex-advogado Thomas Binkley Prince em meados do século XX, que rapidamente criou uma atração turística em torno do estranho objeto. Embora Prince tenha morrido em 1969, a atração foi administrada por sua esposa Janet por muitos anos. Hoje, o local está sob a propriedade da Bowlin Travel Centers, Inc. Apesar de sua localização remota, a atração tem sido popular; ela apareceu em vários guias turísticos e foi tema de várias notícias e reportagens.

## Localização
The Thing está localizada a 32° 05′ N, 110° 03′ O, na saída 322 da I-10, no topo de uma colina entre Benson e Willcox, perto do Texas Canyon, na 2631 North Johnson Road, Dragoon, Arizona.

## A exposição

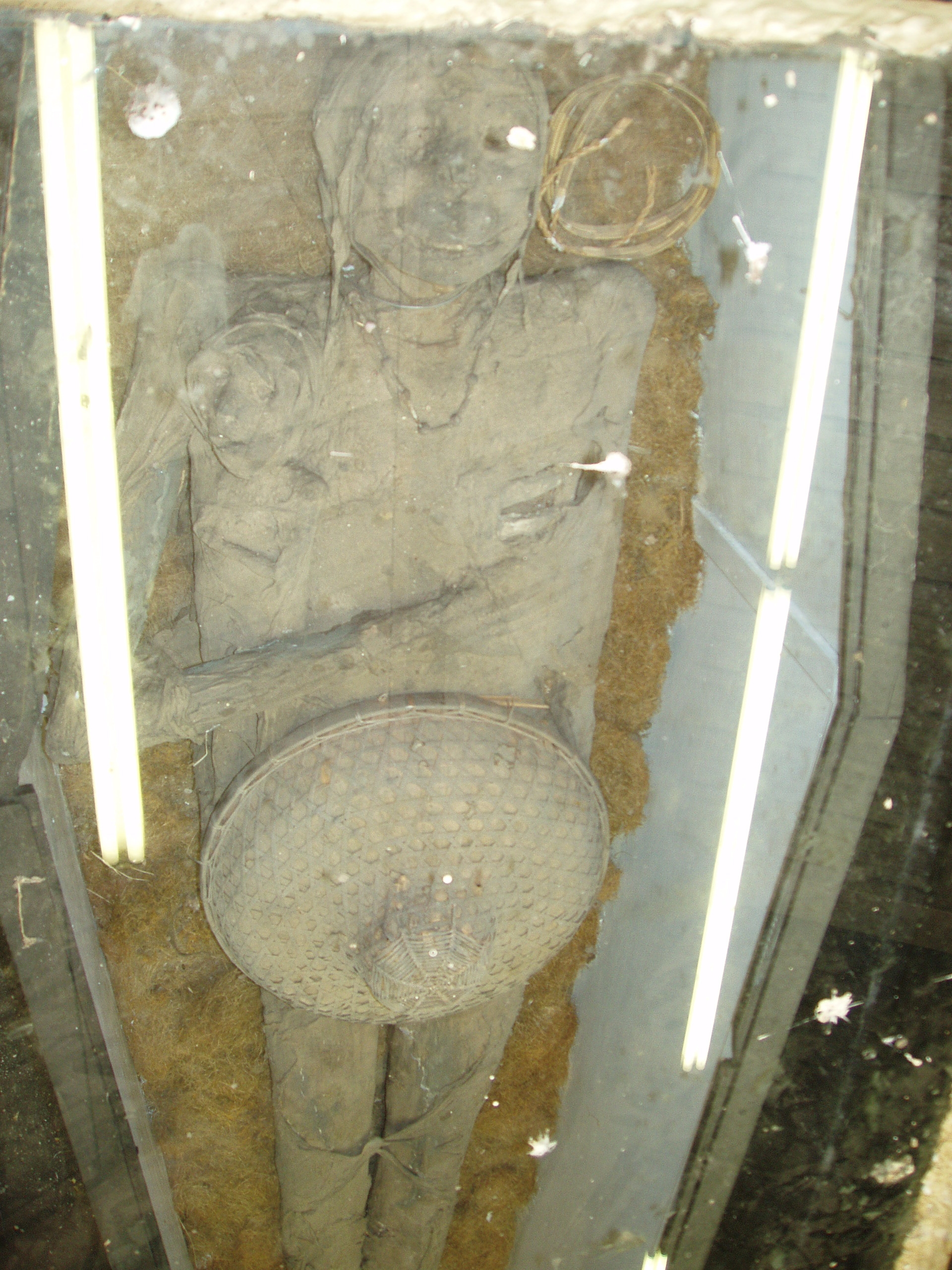
The Thing

Dentro da exposição há uma variedade de itens, incluindo estranhas esculturas em madeira de almas torturadas feitas pelo entalhador Ralph Gallagher, a "Wooden Fantasy" de madeira flutuante pintada comprada de um colecionador de Alamogordo, Novo México, litografias emolduradas da década de 1880 até o início do século XX, selas históricas gravadas, pistolas e rifles de importância histórica do Oeste, um Conestoga Wagon do filme Oklahoma!, uma charrete sem cavalo e um automóvel americano antigo da década de 1930. Uma placa ao lado de um Rolls-Royce 1937 menciona que talvez ele tenha sido usado por Adolf Hitler, uma suposição reiterada pelo criador da exposição. Corredores sinuosos e salas de exposição com pegadas de monstros pintadas no chão acabam levando ao "Thing", uma "Mãe" mumificada, provavelmente do sexo feminino, possivelmente de ascendência chinesa ou nativa americana, que morreu entre 1880 e o início de 1900, e uma "Criança" mumificada, de idade e ascendência desconhecidas, mas que se supõe ser filho ou filha da "Mãe". Eles são apresentados em mostruários separados, mas intimamente ligados: caixão e caixão pequeno, roupa de cama e cobertura de plexiglass arranhada. Uma das histórias sobre a origem da "Coisa" é que a "Mãe" e a "Criança" eram pessoas que cruzavam ilegalmente a fronteira e foram encontradas e massacradas por bandidos cowboys desconhecidos durante um tiroteio e encontradas décadas depois como corpos mumificados por um fazendeiro da região que os vendeu ao proprietário/originador da "Coisa". Mas nessa história, a dureza da verdade nunca será revelada, e a "Coisa" permanecerá um mistério.
Em agosto de 2018, os Bowlin Travel Centers revelaram um novo e moderno edifício do museu e outras atualizações para abrigar, em alguma ordem ou tema, a maioria dos itens anteriormente armazenados nos três galpões. Os novos proprietários também acrescentaram um novo tema de alienígenas e dinossauros que os visitantes encontram pela primeira vez ao entrar no museu. Além das atualizações, o custo da entrada também aumentou para US$ 5 por pessoa ou US$ 10 por família.

## Origens
O tataraneto de Homer Tate e curador do Arizona Historical Society-Pioneer Museum, em Flagstaff, disse que o tema foi criado por Homer Tate. Tate era famoso por produzir gafes de shows paralelos. Com sede em Phoenix, Tate produzia uma variedade de curiosidades, como cabeças encolhidas falsas.
A área à beira da estrada foi criada pelo advogado Thomas Binkley Prince, que nasceu no Texas em 1913. Prince estudou na Universidade do Estado do Arizona e se tornou advogado, exercendo a advocacia por um tempo em Phoenix, Arizona. Mas logo ele e sua esposa Janet se mudaram para o Deserto de Mojave, na Highway 91, e abriram sua primeira atração à beira da estrada e loja de curiosidades, entre Barstow e Baker. No entanto, a expansão da estrada para uma rodovia interestadual causou a perda do prédio e, em 1965, a família Prince empacotou o The Thing e se mudou para o local atual no Arizona. Prince escolheu o local para ficar perto do Texas Canyon, um lugar pelo qual ele havia se "encantado". Um problema cardíaco e vários derrames levaram à morte de Prince em 1969, aos 56 anos de idade. Janet dirigiu a atração por vários anos, mas acabou se mudando para Baltimore.
A origem do The Thing foi estabelecida pelo colunista Stan Delaplane, que entrevistou Janet Prince em 1956. Prince lhe disse: "[Um] homem passou por aqui há cerca de seis anos. Ele tinha três [dos corpos] que conseguiu em algum lugar. Ele os estava vendendo por US$ 50." Atualmente, a atração é operada por uma empresa sediada em Albuquerque, a Bowlins, Inc., proprietária de vários postos de comércio à beira da estrada em todo o sudoeste.

## Propaganda e popularidade

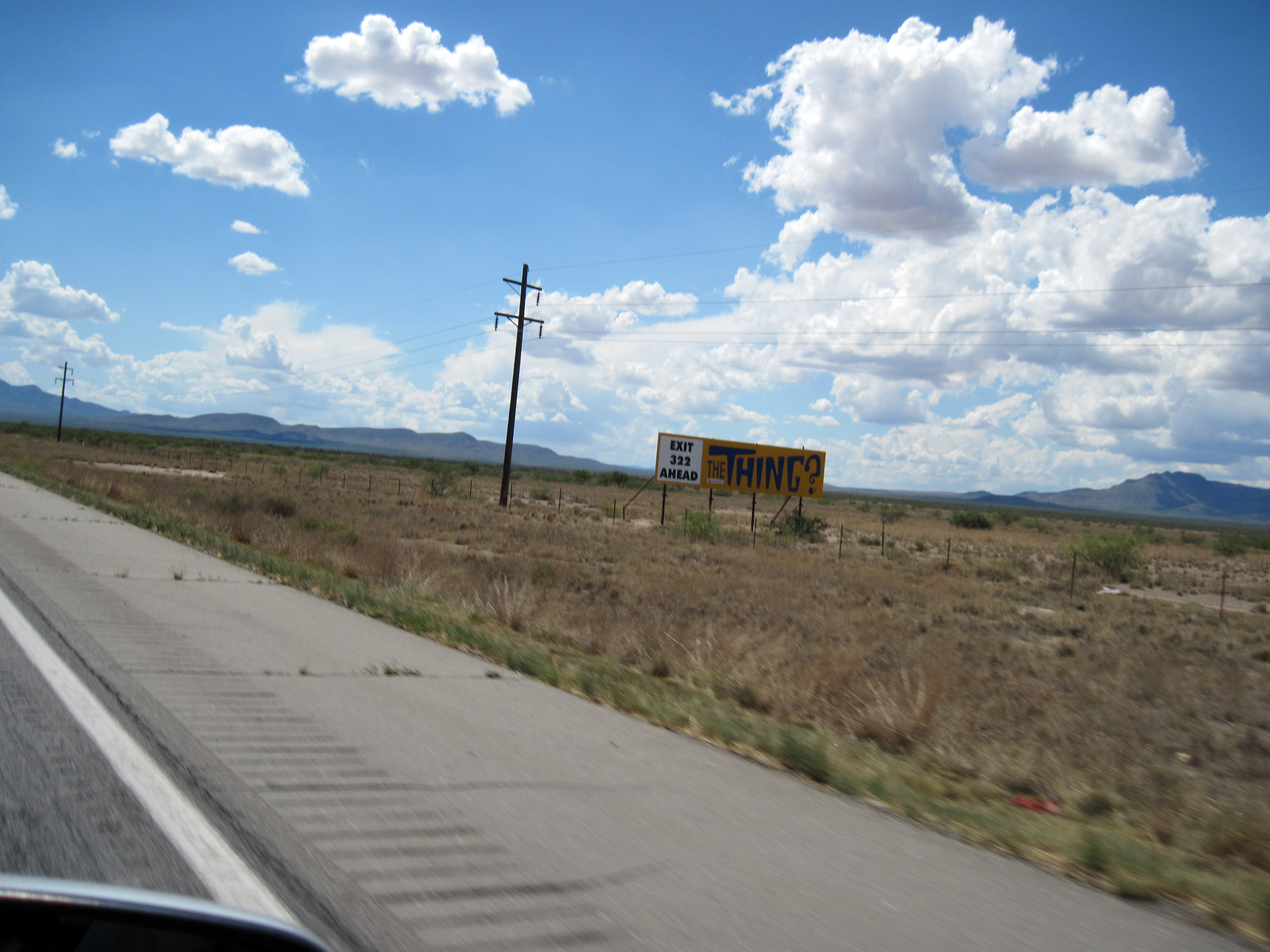
Um dos painéis publicitários que anunciam o "The Thing", no Arizona

O Thing é muito anunciado por meio de painéis publicitários que pontilham a interestadual. Uma lenda popular, embora falsa, afirma que os painéis se estendem de Nova Orleans a Los Angeles. Mike Bowlin, proprietário do local em 1993, observou que os painéis, na realidade, "começam em torno de El Paso, a leste, e em algum lugar na I-10 entre Phoenix e Tucson, a oeste." O site RoadsideAmerica.com afirma que mais de 247 painéis, espalhados por uma extensão de 320 km, anunciam a atração. Devido à popularidade da The Thing, ela apareceu em muitos livros, como New Roadside America (1992), de Doug Kirby, Weird Arizona (2007) e uma vez foi apresentada em um especial de televisão de Jane Pauley na NBC. Ela também é mencionada na música "The Church of Logic Sin and Love" (1992), do The Men. "The Thing" também aparece no documentário de 2009 Amy Cook: The Spaces in Between, que traça a jornada criativa da cantora e compositora de Austin, Amy Cook, e sua banda, em uma turnê pelas cidades do sudoeste americano. A Coisa também aparece com destaque em uma cena do filme Palmer's Pick-Up (1999).